# 村上竜司
村上 竜司（むらかみ りゅうじ、1964年1月8日 - ）は、日本の空手家、キックボクサー。男性。愛媛県西条市出身。士道館最高師範・士魂村上塾塾長。

## 略歴
2013年4月1日よりマーシャルアーツ日本キックボクシング連盟代表に就任。
2014年1月8日に日本強育委員会設立、同委員会の代表に就任。
初代マーシャルアーツ日本キックボクシング連盟ヘビー級王者

## 人物
フルコンタクト空手時代から、闘気溢れるファイト・スタイルは有名で数々のタイトルを獲得した。フルコン勢の中でもに早くからキックボクシングのリングに上がりボクシング技術に磨きをかけ、得意の左フックは一撃必倒の威力を誇る。K-1、トーワ杯などの打撃系大会では、他流派とりわけプロレスラーを相手にすると凄まじいファイティング・スピリットを発揮することから「プロレスラー殺し」の異名を持つ。1993年にはアンディ・フグのキックボクシングデビュー戦の相手を務めた。

## 戦績
| 勝敗 | 対戦相手                               | 試合結果                      | 大会名                                                                           | 開催年月日     |
| -    | スタン・ザ・マン                       | ノーコンテスト                | 真樹ジムオキナワ "KAKIDAMISHI 2"                                                 | 2001年12月16日 |
| △    | 黒澤浩樹                               | 3R終了 判定0-1                | K-1 RISING 2001 〜四国初上陸〜                                                   | 2001年1月30日  |
| ×    | 内田ノボル                             | 4R 0分35秒 KO                 | サムライプロジェクト "サムライ2000"                                              | 2000年10月22日 |
| ○    | 長井満也                               | 延長1R 判定3-0                | K-1 SPIRITS '99                                                                  | 1999年8月22日  |
| ○    | チャンプア・ゲッソンリット             | 3分5R終了 判定                | The Kakidamishi 1                                                                | 1999年7月11日  |
| ×    | チャンプア・ゲッソンリット             | 3分5R終了 判定3-0             | MAキックボクシング連盟「キックボクシング・チャンピオンウォーズ・オールスター戦」 | 1998年10月25日 |
| ○    | ウィチャーン・チョー・ロッヂャナチャイ | 4R 1:52 KO                    | マッハ士道館ドリームマッチ                                                       | 1998年6月26日  |
| ×    | 角田信朗                               | 5R終了 判定2-0                | K-1 DREAM '97                                                                    | 1997年7月20日  |
| ○    | 藤原喜明                               | 2R 0:50 反則                  | プロフェショナルレスリング藤原組「横浜大決戦！藤原事変」 【異種格闘技戦】        | 1995年11月19日 |
| ○    | 石川雄規                               | 2R 2:09 KO（右フック）        | MAキックボクシング連盟                                                           | 1995年8月23日  |
| ○    | 阿部修治                               |                               | 第4回トーワ杯争奪 KARATE JAPAN OPEN TOURNAMENT 無差別級【決勝戦】                | 1995年1月22日  |
| ○    | マサオ・イトウ                         | 合わせ一本 1:56               | 士魂 ザ ワールドカラテ ストロングオープントーナメント 【重量級決勝】             | 1994年10月16日 |
| ○    | デービット・ビクソール                 |                               | 士魂 ザ ワールドカラテ ストロングオープントーナメント 【重量級準決勝】           | 1994年10月16日 |
| ○    | クロス・デザム・アラン                 |                               | 士魂 ザ ワールドカラテ ストロングオープントーナメント 【重量級1回戦】            | 1994年10月16日 |
| ×    | 金泰泳                                 | KO                            | 第3回トーワ杯争奪 KARATE JAPAN OPEN TOURNAMENT 【準決勝】                        | 1994年1月30日  |
| ○    | 高橋義生                               | KO 2ダウン（パンチラッシュ）  | 第3回トーワ杯争奪 KARATE JAPAN OPEN TOURNAMENT 【3回戦】                         | 1994年1月30日  |
| ×    | アンディ・フグ                         | 1R 3:10 TKO（パンチラッシュ） | ANDY'S GLOVE                                                                     | 1993年11月15日 |
| ×    | アンディ・フグ                         | 1R 0:39 左踵落とし            | K-1 ILLUSION 風林火山 "林の章" 【スピリットカラテルール】                        | 1993年9月4日   |
| ○    | 平岡功光                               | 3R KO（パンチラッシュ）       | '93格闘技の祭典                                                                  | 1993年7月4日   |
| ×    | 後川聡之                               | 棄権                          | 第2回トーワ杯争奪 KARATE JAPAN OPEN TOURNAMENT 【3位決定戦】                     | 1993年1月31日  |
| ×    | 金泰泳                                 | 判定0-2                       | 第2回トーワ杯争奪 KARATE JAPAN OPEN TOURNAMENT 【準決勝】                        | 1993年1月31日  |
| ○    | 柳澤龍志                               | 判定3-0                       | 第2回トーワ杯争奪 KARATE JAPAN OPEN TOURNAMENT 【準々決勝】                      | 1993年1月31日  |
| ○    | 玉城厚志                               | 判定                          | 第2回トーワ杯争奪 KARATE JAPAN OPEN TOURNAMENT 【4回戦】                         | 1993年1月31日  |
| ×    | 鈴木修司                               | 判定                          | 正道会館 カラテワールドカップ 第11回全日本空手道選手権 【2回戦】                 | 1992年10月4日  |
| ×    | 港太郎                                 | 3分5R 判定                    | MA日本キックボクシング連盟 「港山木ジム7周年記念興行」                           | 1992年5月23日  |
| ×    | 佐竹雅昭                               | 延長戦 KO                     | 第1回トーワ杯争奪 KARATE JAPAN OPEN TOURNAMENT 【準々決勝】                      | 1992年1月12日  |
| ○    | 石川幸一郎                             | KO 2ダウン（パンチラッシュ）  | 第1回トーワ杯争奪 KARATE JAPAN OPEN TOURNAMENT 【3回戦】                         | 1992年1月12日  |
| ○    | 岡部武央                               | KO 2ダウン（左フック）        | 第1回トーワ杯争奪 KARATE JAPAN OPEN TOURNAMENT 【2回戦】                         | 1992年1月12日  |
| ×    | 越川豊                                 | KO（右ストレート）            | MA日本キックボクシング連盟 「士道館扇町道場オープン記念興行」                    | 1991年1月19日  |
| ○    | 玉城厚志                               | 延長2回 判定 3-0              | '90格闘技の祭典第3回カラテリアルチャンピオン決定トーナメント 【決勝戦】          | 1990年7月6日   |
| ○    | 川地雅樹                               | 判定 4-1                      | '90格闘技の祭典第3回カラテリアルチャンピオン決定トーナメント 【準決勝】          | 1990年7月6日   |
| ○    | 森田剛全                               | 一本勝ち                      | '90格闘技の祭典第3回カラテリアルチャンピオン決定トーナメント 【2回戦】           | 1990年7月6日   |
| ○    | 六郷伴之                               | 判定 5-0                      | '90格闘技の祭典第3回カラテリアルチャンピオン決定トーナメント 【1回戦】           | 1990年7月6日   |
| ×    | 佐竹雅昭                               | 判定 5-0                      | '89格闘技の祭典第2回カラテリアルチャンピオン決定トーナメント 【2回戦】           | 1989年7月2日   |
| ×    | 柳沢聡行                               | 判定                          | 格闘技の祭典'88 空手リアルチャンピオン決定トーナメント 【準決勝】                | 1988年4月2日   |
| ○    | 長谷川一之                             | 優勢勝ち                      | 格闘技の祭典'88 空手リアルチャンピオン決定トーナメント 【2回戦】                 | 1988年4月2日   |
| ○    | 川地雅樹                               | 優勢勝ち                      | 格闘技の祭典'88 空手リアルチャンピオン決定トーナメント 【1回戦】                 | 1988年4月2日   |

## 獲得タイトル
- 全日本拳武道重量級 優勝（1987年）
- 第7回士道館杯争奪ストロングオープントーナメント全日本空手道選手権大会 重量級 優勝（1987年）
- 第8回士道館杯争奪ストロングオープントーナメント全日本空手道選手権大会 重量級 優勝（1988年）
- 第3回カラテリアルチャンピオン決定トーナメント 優勝（1990年7月6日）
- 第10回士道館杯争奪ストロングオープントーナメント全日本空手道選手権大会 重量級 優勝（1990年10月29日）
- 士道館全日本空手道選手権大会 無差別級 優勝（1991年）
- 佐藤塾POINT&K.O.全日本選手権 優勝（1992年)
- 第4回トーワ杯争奪 KARATE JAPAN OPEN TOURNAMENT 無差別級 優勝（1995年）

## 表彰
- 第2回トーワ杯ベストファイト賞（村上竜司vs玉城厚志）
- 第3回トーワ杯ベストファイト賞（村上竜司vs高橋義生）
- 第4回トーワ杯最優秀選手

## 出演

### 映画
- 安藤組外伝 掟（2000年5月7日公開）
- 実録・安藤組外伝 餓狼の掟（2002年4月13日公開 東映）
- 首領への道（2003年3月1日公開 村上劇画プロ） - 大森組組長 大森徳三
- すてごろ（2003年6月14日公開 ジーピー・ミュージアム）

### Vシネマ
- 新書ワル4（1994年、原作：真樹日佐夫）
- 吸血温泉へようこそ（1997年、原作：永井豪） - 大上月雄(カメラマン)
- ケンカ包丁 義（2000年、東映ビデオ） - 市野興業組員 黒岩 ※友情出演
- 実録・山陽道やくざ戦争 手打ち破り（2001年） - 三代目山王会若頭補佐 剛真会会長 中浜勝義
- 実録・名古屋やくざ戦争 統一への道3（2004年） - 新潟 長島会会長 長島政春
- 大阪やくざ戦争 誤爆の代償（2007年）
- 龍司 K(キング)-1を目指した男（2007年）
- ピストル楊（2012年） - 村上（雀荘の客）
- 代紋の墓場6（2015年） - 関東湧心会直参 嶋田一道